# Riviergravertje
Het riviergravertje (Dyschirius neresheimeri) is een keversoort uit de familie van de loopkevers (Carabidae). De wetenschappelijke naam van de soort werd in 1915 gepubliceerd door Hans Wagner. De soort wordt ook wel in het geslacht Dyschiriodes geplaatst. De naam verwijst naar J. Neresheimer, die de soort samen met de auteur verzamelde in de buurt van Finkenkrug, niet ver van Berlijn.